# Launet
Pour l’article ayant un titre homophone, voir Launay.
Le ruisseau le Launet est un cours d'eau qui traverse le département des Landes et un affluent gauche de l'Estampon dans le bassin versant de l'Adour.

## Géographie
D'une longueur de 18,1 kilomètres, il prend sa source sur la commune de Estigarde (Landes), à l'altitude 144 mètres.
Il coule du sud-est vers le nord-ouest et se jette dans l'Estampon à Saint-Gor (Landes), à l'altitude 78 mètres.

## Communes et cantons traversés
Dans le département des Landes, le Launet traverse trois communes et un canton, dans le sens amont vers aval : Estigarde (source), Vielle-Soubiran et Saint-Gor (confluence).
Soit en termes de cantons, le Launet prend source et conflue dans le Canton de Haute Lande Armagnac.

## Affluents
Le Launet a deux affluents référencés :
- le ruisseau de Sourroulh (rg), 3,3 km sur Créon-d'Armagnac et Estigarde ;
- le ruisseau la Launette (rg), sur Vielle-Soubiran et Saint-Gor.